# Pemayongan
Pemayongan is een bestuurslaag in het regentschap Tebo van de provincie Jambi, Indonesië. Pemayongan telt 786 inwoners (volkstelling 2010).